# The Merry Pranksters
Los Merry Pranksters eran un grupo de amigos y seguidores del escritor estadounidense Ken Kesey. Kesey y los Merry Pranksters vivían comunitariamente en el rancho de Kesey en California y Oregón, y son conocidos por la importancia sociológica por un largo viaje por carretera que realizaron en el verano de 1964, recorriendo Estados Unidos en un psicodélico autobús escolar pintado llamado Furthur, organizando fiestas y donde se hacía un ponche que contenía LSD (sustancia legal en esa época).  Durante esta época conocieron a muchos de los guías de la movimiento cultural de los sesenta y presagiaron lo que comúnmente se conoce como hippies con un comportamiento extraño, ropa teñida de corbata y de color rojo, blanco y azul, imitando la bandera estadounidense y la renuncia a la sociedad normal, a la que apodaron The Establishment. Tom Wolfe relató sus primeras escapadas en su libro de 1968 The Electric Kool-Aid Acid Test, y documenta un viaje en 1966 en Furthur desde México a través de Houston, parando a visitar al amigo de Kesey, el novelista Larry McMurtry. Kesey estaba huido por una acusación de drogas en ese momento.